# Psalidognathus colombianus
Psalidognathus colombianus är en skalbaggsart som beskrevs av Demelt 1989. Psalidognathus colombianus ingår i släktet Psalidognathus och familjen långhorningar. Inga underarter finns listade i Catalogue of Life.